# Józef Arkusz
Józef Arkusz (ur. 18 marca 1921 w Peratynie, zm. 19 czerwca 1995 w Łodzi) – reżyser filmów oświatowych, zrealizował ponad 70 filmów.
Józef Arkusz urodził się w Peratynie (niedaleko Tarnopola). W latach 30 XX w. przeprowadził się do Lwowa. Podczas II wojny światowej był żołnierzem w Armii Krajowej działając w okolicach Lwowa.
Po wojnie studiował pedagogikę i biologię na uniwersytecie w Poznaniu. Także absolwent Państwowej Wyższej Szkoły Filmowej w Łodzi (1953), razem z innymi znanymi reżyserami – Romanem Polańskim i Krzysztofem Kieślowskim.
W latach 60 XX w. pracując w Wytwórni Filmów Oświatowych (WFO) w Łodzi, reżyserował wiele filmów o tematach oświatowych i naukowych. Jego ulubione tematy dotyczyły nowoczesnych wynalazków i kontrowersyjnych teorii współczesnego świata.
Stał się znany na świecie w latach 70 XX w. dzięki niekonwencjonalnym sposobom filmowania tematów biologicznych – używaniu ostrych zbliżeń, zwolnieniu filmu i korzystaniu z nowej technologii miniaturowych kamer. Jego metody zostały zaadaptowane przez reżyserów na całym świecie.
Józef Arkusz jest znany jako twórca pierwszego filmu kręconego wewnątrz tkanek krwionośnych, jak i pierwszego filmu pokazującego wnętrze żywego serca. W 1985 r. odznaczony Krzyżem Oficerskim Orderu Odrodzenia Polski.

## Filmografia
- 1956: O wodzie, roślinie i szparkach – zdjęcia
- 1957: Światło w życiu rośliny – zdjęcia,
- 1959: Inseminacja – zdjęcia,
- 1959: Molanna z piaskowego domku – zdjęcia,
- 1960: Nakłucie mostka i badanie szpiku kostnego – zdjęcia,
- 1960: Odczyn wiązania dopełniacza – zdjęcia,
- 1960: Płaszczyniec burakowy – zdjęcia,
- 1960: Przybysze z dalekiej północy – zdjęcia,
- 1960: Skrzydlaci nurkowie – zdjęcia,
- 1960: Ze świata pleśni – reżyseria, zdjęcia,
- 1961: Korzenionóżki – realizacja, zdjęcia,
- 1961: Rak pustelnik – realizacja, scenariusz,
- 1962: Biologia żaby – reżyseria, zdjęcia,
- 1962: Dlaczego chronimy ropuchę – reżyseria, scenariusz,
- 1962: Krążenie wieńcowe – reżyseria,
- 1962: Źródła energetyczne krążenia krwi – zdjęcia,
- 1962: Życie trwa – realizacja, scenariusz, zdjęcia,
- 1963: Życie gleby – reżyseria, scenariusz, zdjęcia,
- 1964: Hartowanie stali – realizacja, scenariusz, zdjęcia,
- 1964: Morskie zwierzęta osiadłe – realizacja, scenariusz, zdjęcia,
- 1964: Płastuga – realizacja, zdjęcia,
- 1964: Przemiany w stali – realizacja, scenariusz,
- 1965: Krew krążąca – realizacja, scenariusz,
- 1965: Uprawiajmy poplony ozime – reżyseria,
- 1966: Czynności serca – reżyseria, scenariusz,
- 1966: Trawienie u przeżuwaczy – reżyseria, scenariusz,
- 1967: Alergia – zdjęcia,
- 1967: Magia zimna – zdjęcia,
- 1967: Sanitariusze morza – realizacja, scenariusz,
- 1968: Od rudy do stali – reżyseria, scenariusz,
- 1968: Polska metoda spawania miedzi – reżyseria, scenariusz,
- 1968: Przygotowanie wsadu do wielkiego pieca – reżyseria, scenariusz,
- 1968: Przyrodnicze podstawy zmianowania – reżyseria, scenariusz,
- 1969: Bioenergetyka serca – reżyseria, scenariusz,
- 1969: Piec martenowski – reżyseria, scenariusz,
- 1969: Wpływ środowiska na rozwój embrionalny – reżyseria, scenariusz,
- 1970: Chwasty zbóż – reżyseria, scenariusz,
- 1970: Metody wykrywania szkodników magazynów żywnościowych – reżyseria, zdjęcia,
- 1970: Owady – szkodniki pól, sadów i lasów – zdjęcia,
- 1970: Praca pieca stalowniczego „Tandem” – reżyseria, scenariusz,
- 1970: Rekultywacja piasków – zdjęcia,
- 1970: Szkodniki magazynów żywnościowych – reżyseria, scenariusz,
- 1970: Tandem – piec stalowniczy – reżyseria, scenariusz,
- 1970: Zwalczanie szkodników – zdjęcia,
- 1971: Ploniarka i niezmiarka – szkodniki zbóż – reżyseria, scenariusz,
- 1971: Produkcja surówki – reżyseria, scenariusz,
- 1971: Twoje serce – reżyseria, scenariusz,
- 1972: Budowa pieca stalowniczego Tandem – realizacja,
- 1972: Elektronika tranzystorów – reżyseria, scenariusz,
- 1972: Metody produkcji stali – reżyseria, scenariusz,
- 1972: Pługofrezarka – reżyseria,
- 1972: Zwalczanie chwastów w warzywach – reżyseria, scenariusz,
- 1973: Głownie pyłkowe pszenicy, jęczmienia i owsa – realizacja,
- 1973: Uprawa warzyw w ogrzewanych tunelach foliowych – realizacja,
- 1974: Żeby wody były wodami – realizacja, scenariusz,
- 1975: Energia wewnętrzna i jej zmiany – reżyseria, scenariusz, zdjęcia,
- 1975: Ochrona gleby – reżyseria, scenariusz, zdjęcia,
- 1975: Praca górnika – realizacja, scenariusz,
- 1975: Praca huty – realizacja, scenariusz,
- 1976: Podział komórki – mitoza – reżyseria, scenariusz,
- 1976: Podział zapłodnionych komórek – bruzdkowanie – reżyseria, scenariusz,
- 1976: Praca zastawek serca – reżyseria, scenariusz,
- 1976: Przemysł Górnego Śląska – reżyseria, scenariusz,
- 1976: Życie i odżywianie. Czynności jelit – reżyseria,
- 1978: Filmowa pracownia – reżyseria, scenariusz,
- 1978: Z filmoteki Marczaka – filmowa pracownia – realizacja, scenariusz,
- 1979: Opowieść o owadach – realizacja, scenariusz,
- 1979: Życie i odżywianie. Biologia odżywiania – reżyseria,
- 1981: Cząstki wodoru – reżyseria, scenariusz,
- 1982: Bioelektroniczna tajemnica – życia realizacja,
- 1982: Opowieść o kropli wody – reżyseria, scenariusz, zdjęcia,
- 1984: Co jeść i dlaczego – scenariusz,
- 1984: Nasz organizm – reżyseria, scenariusz, zdjęcia,
- 1985: Tajemniczy mikroskop – zdjęcia,
- 1985: Wincenty Wcisło – realizacja,
- 1986: Jamochłony – reżyseria,
- 1986: Wirusowe zapalenie wątroby – reżyseria,
- 1989: Choroby wywoływane przez grzyby – reżyseria[1].